# Alexander M. Keith

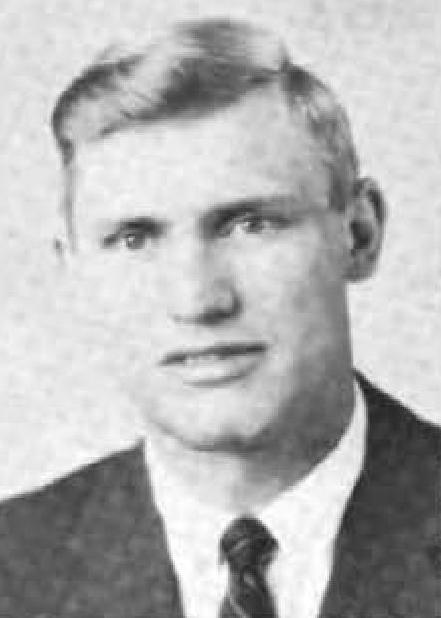
Alexander MacDonald „Sandy“ Keith, 1961

Alexander MacDonald „Sandy“ Keith (* 22. November 1928 in Rochester, Minnesota; † 2. Oktober 2020) war ein US-amerikanischer Jurist und Politiker (Demokraten). Zwischen 1963 und 1967 war er Vizegouverneur des Bundesstaates Minnesota.

## Werdegang
Alexander Keith besuchte die öffentlichen Schulen seiner Heimat. Im Jahr 1950 absolvierte er das Amherst College. Während des Koreakrieges diente er im Marine Corps. Nach einem Jurastudium an der Yale University und seiner Zulassung als Rechtsanwalt begann er ab 1955 in diesem Beruf zu arbeiten. Bis 1960 war er juristisch für die Mayo Clinic tätig. Danach praktizierte er bis 1989 als privater Rechtsanwalt. Politisch schloss er sich der Minnesota Democratic-Farmer-Labor Party an. Von 1959 bis 1962 saß er im Senat von Minnesota. In den Jahren 1960 und 1964 nahm er als Delegierter an den jeweiligen Democratic National Conventions teil, auf denen John F. Kennedy bzw. Lyndon B. Johnson als Präsidentschaftskandidaten nominiert wurden.
1962 wurde Keith an der Seite von Karl Rolvaag zum Vizegouverneur von Minnesota gewählt. Dieses Amt bekleidete er zwischen 1963 und 1967. Dabei war er Stellvertreter des Gouverneurs und Vorsitzender des Staatssenats. Im Jahr 1966 strebte er erfolglos die Nominierung seiner Partei für die Gouverneurswahlen an. Danach praktizierte er wieder als Anwalt. Im Jahr 1989 wurde er Richter am Minnesota Supreme Court; von 1990 bis 1998 war er als Chief Justice dessen Vorsitzender. Nach seiner Zeit als Richter betätigte er sich wieder als Rechtsanwalt. Später war er Vorstandsmitglied der konservativen Organisation Center of the American Experiment. Alexander Keith war mit Marion Sanford verheiratet, mit der er zwei Kinder hatte.